# Primula coerulea
Primula coerulea là một loài thực vật có hoa trong họ Anh thảo. Loài này được Forrest miêu tả khoa học đầu tiên năm 1908.